# Typ XXVII K
Die Typ XXVII K war der Prototyp eines Kleinst-U-Bootes der deutschen Kriegsmarine während des Zweiten Weltkrieges. Die Idee ging von dem Marinebaurat Karl Heinz Kurzak aus, der nach dem erfolgreichen Test eines Otto-Kreislaufmotors die Konzeption eines derartigen U-Bootes in Kooperation mit der Germaniawerft in Kiel vorantrieb.

## Entwicklungsgeschichte
Der erste Entwurf, K-Entwurf genannt, lag am 21. Mai 1944 vor. Seine Vorstellung beim Befehlshaber der Kleinkampfverbände der Kriegsmarine, Admiral Hellmuth Heye, erfolgte am 25. Mai 1944. Der Entwurf lehnte sich an das Kleinst-U-Boot Hecht an. Die Primärbewaffnung bestand aus zwei Torpedos des Typs G 7a, die beidseitig seitlich des Rumpfes in dafür vorgesehenen schürtzenförmigen Anbauten verankert werden sollten. Als Antrieb diente ein auf 566/min gedrosselter MWM-GS-145 Dieselmotor der Süddeutschen Bremsen AG München, der in der Kriegsmarine bereits in großer Zahl genutzt wurde. Als Schleichmotor, der ausschließlich bei Unterwasserfahrt zum Einsatz kommen sollte, war ein Siemens-G-107 vorgesehen, der bei 6 kW eine Geschwindigkeit von 5,2 kn erreichen sollte.
Allerdings war die Entwicklung eines Kreislaufmotors noch nicht ganz abgeschlossen, so dass Kurzak seinen ursprünglichen Entwurf modifizieren musste. Das revidierte Konzept wurde am 10. August 1944 dem Oberkommando der Marine (OKM) zugeleitet. Alle Hauptmaße waren nunmehr geringfügig vergrößert. Als Hauptantrieb war nun ein Daimler-Benz Kreislaufmotor vorgesehen, der 59 kW (80 PS) im Kreislaufbetrieb bringen sollte. Als Elektromotor war ein 6 kW (8 PS) starker Motor geplant. Der Fahrbereich wurde Überwasser mit 340 sm bei 8 kn errechnet. Dazu kamen noch einmal etwa 71 sm bei 10 kn Unterwasserfahrt.
Am 8. September 1944 bat Kurzak das OKM, die geplanten Motoreneinheiten in einem Seehund erproben zu dürfen. Um den Platz für die Antriebseinheit zu gewährleisten, musste der Seehund allerdings mit einem 1,8 Meter breiten Zwischenstück verlängert werden. Das OKM erteilte daraufhin die Genehmigung für den Bau von drei Prototypen, die die Bezeichnung U 5188, U 5189 und U 5190 erhielten und bei der Germaniawerft und den Schichau-Werken produziert wurden.
Bis Anfang April 1945 waren die in der Germaniawerft in Auftrag gegebenen zwei Bootskörper fertig. Die für sie bestimmten Kreislaufmotoren erreichten die Werke etwa um dieselbe Zeit, wurden jedoch während eines alliierten Bombenangriffs noch vor dem Einbau zerstört. Bis Kriegsende erfolgte keine Fertigstellung der Prototypen mehr. Sie wurden nach Kriegsende abgewrackt.